# Calyptotheca canariensis
Calyptotheca canariensis är en mossdjursart som beskrevs av Aristegui 1988. Calyptotheca canariensis ingår i släktet Calyptotheca och familjen Parmulariidae. Inga underarter finns listade i Catalogue of Life.